# وادي ذي طوى
وادي ذي طوى هو وادي شمال المسجد الحرام بمكة المكرمة، يُعرف الآن معظمه بالزاهر وهو موضع مبيت النبي قبل الدخول إلى مكة، حيث ثبت أن النبي عند ذهابه إلى مكة يبيت في وادي ذي طوى حتى إذا أصبح اغتسل من بئرها ودخل مكة، ويستحب للحاج الذي سيدخل مكة من جهته أن يغتسل في بئر وادي طوى. بُني مسجدا في الموضع الذي نزل فيه الرسول صلى الله عليه وسلم عندما كان متوجهاً لأداء الحج والعمرة يسمى اليوم بمسجد ذي طوى، وقيل إنه نزل في الموضع الذي بني فيه المسجد ألف نبي، ويقع حاليًّا أمام باب مستشفى الولادة والأطفال بمكة في جرول غرب مكة المكرمة.

## التسمية
قال النحوي الخطيب الشربيني طوى بالقصر وتثليث الطاء والفتح أجود، سمي الوادي بذلك لاشتماله على بئر مطوية ومبنية بالحجارة. 

## الموقع
يمتد وادي ذي طوى من أعلى شارع الجزائر في مكة المكرمة ويشمل جرول والعتيبية والزاهر والحجون وشارع البياري والتنضباوي والمسفلة حتى قوز النكاسة جنوبا.

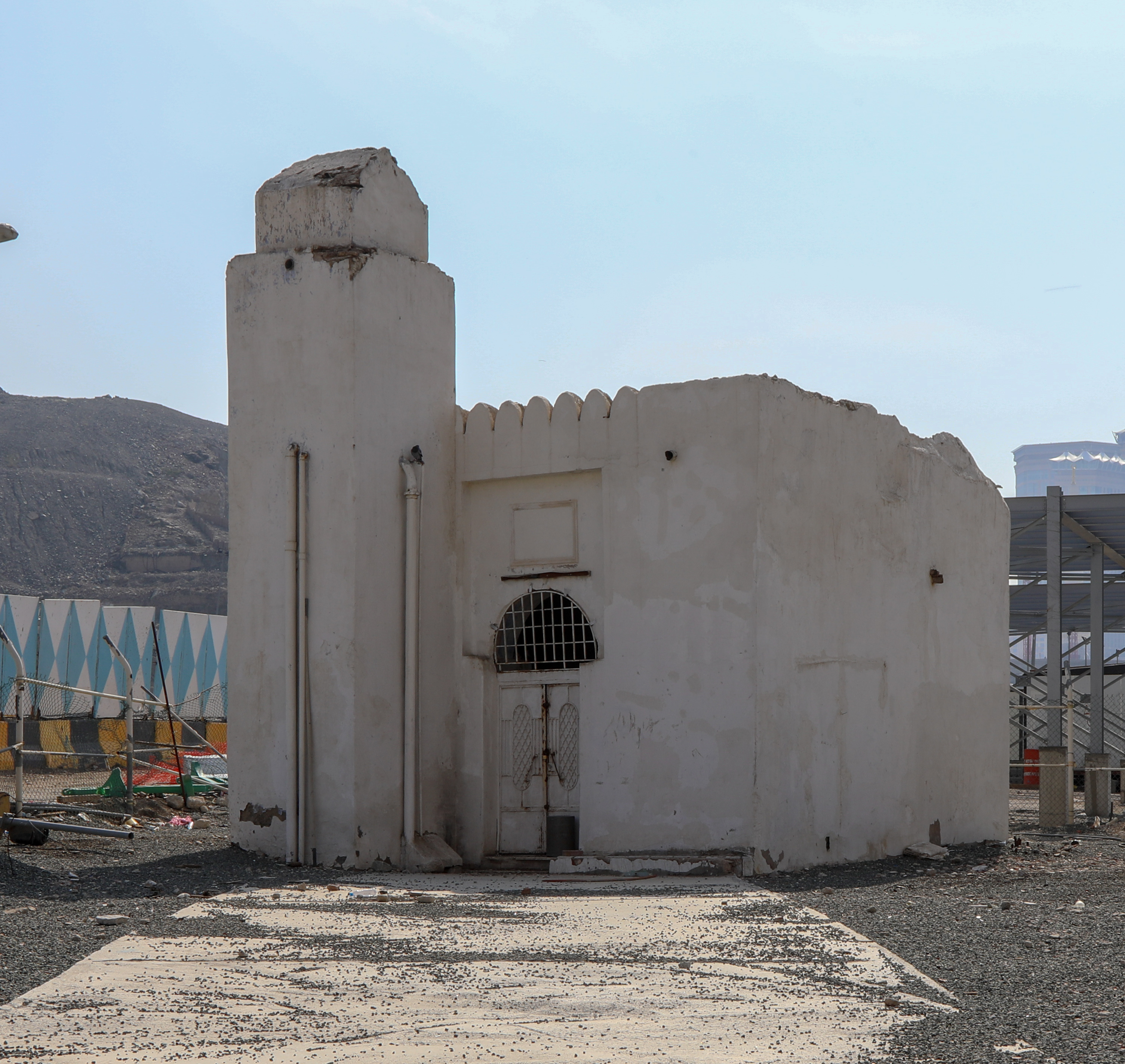
بئر طوى

## بئر ذي طوى
هي بئر غرب مكة المكرمة يستحب للمحرم الاغتسال فيها قبل الدخول إلى مكة، وتقع بين الثنيتين التي يُهبط منها إلى المعلاة والزاهر، ويعرف بآبار الزاهر، اغتسل النبي من مائها وصلى ثم دخل إلى مكة، قام بحفرها عبد شمس بن عبد مناف شقيق هاشم بن عبد مناف جد النبي محمد صلى الله عليه وسلم بأعلى مكة عند البيضاء دار محمد بن سيف.